# Despertar nacional da Bulgária
O Despertar Nacional da Bulgária (em búlgaro: Българско национално възраждане, Balgarsko natsionalno vazrazhdane ou simplesmente Възраждане, Vazrazhdane), às vezes chamado de Renascimento búlgaro foi um período de desenvolvimento sócio-econômico e integração nacional entre povo búlgaro sob o domínio otomano. É comumente aceito ter começado com o livro histórico, Istoriya Slavyanobolgarskaya, escrito pelo Mosteiro Sérvio Hilandar do Monte Athos, monge de origem búlgara Paísio em 1762 e durou até a Libertação da Bulgária em 1878, como resultado da Guerra russo-turca de 1877–1878.

## Figuras notáveis

### Iluministas
- Paísio de Hilendar
- Sofrônio de Vratsa
- Petar Beron
- Nayden Gerov
- Irmãos Miladinovi
- Vasil Aprilov
- Ivan Vazov
- Elias Riggs
- Neofit Rilski

### Revolucionários
- Lyuben Karavelov
- Vasil Levski
- Hristo Botev
- Georgi Benkovski
- Stefan Karadzha
- Vasil Drumev
- Georgi Sava Rakovski
- Stefan Stambolov